# Kurda Konducta
Kurda Konducta es un programa de streaming que parodia en forma de humor al programa de televisión "Zurda Konducta" (transmitido en la señal del canal estatal Venezolana de Televisión), transmitido actualmente desde las redes sociales: YouTube, Instagram, Facebook y Twitter

## Antecedentes
Kurda Konducta sale al aire en el año 2019, en su primera aparición, el programa estaba moderado por Napoleón Rivero, Reubén Morales, e Iván Dugarte. Producción General: Greisis Leal, directora de Fábrica de Comedia. Este programa fue uno de los primeros creado con este estilo, buscando abarcar ese público juvenil que no lograba captar el programa que conduce Zurda Konducta con su falta de humor y su excesiva crítica, y tratando de llevar un poco el estilo de programas similares de poca audiencia, sin embargo, rápidamente ocupó un lugar importante por su burla a Zurda Konducta.

## Formato y estilo
Este programa, dirigido a un target o público no mayor de 20 años viene con un estilo informal, humorístico, musical y con un periodismo de denuncia que nace como parte de la estrategia política comunicacional del gobierno de Hugo Chávez, estrategia que ha tenido una continuidad con el actual mandatario venezolano, Nicolás Maduro.
Kurda Konducta, como todos los programas similares que han sido creados con un estilo irreverente a otro y con el periodismo de denuncia política inspirados en Zurda Konducta. Las entrevistas a personajes políticos (burlas) siguen un estilo que rompe con lo tradicional y por preguntas no convencionales.

## Moderadores
Su actual moderación está en manos de Napoleón Rivero "Pedro Tragajalino", Reubén Morales conocido como "Trago" o "Cabeza e' Trago", Alexander Rivera "La Necia" e Iván Dugarte "Luis Singas"

## Allanamiento
En 2021, el Cuerpo de Investigaciones Científicas, Penales y Criminalísticas allanó las casas de Napoleón Rivero, Reubén Morales y Greisis Leal. Además, se obligó a sus familiares a declarar ante las autoridades. Se les acusó de "incitación al odio" y "delitos informativos." Juan Guaidó condenó la persecución contra los humoristas del programa.